# Formiguer cantaire cremós
El formiguer cantaire cremós (Hypocnemis flavescens) és una espècie d'ocell de la família dels tamnofílids (Thamnophilidae).

## Hàbitat i distribució
Habita el sotabosc de la selva pluvial de les terres baixes fins als 1200 m a l'est de Colòmbia, sud de Veneçuela i nord-oest del Brasil amazònic.